# Colonel Fabien (metrostation)
Colonel Fabien is een station van de metro in Parijs langs metrolijn 2 in het 10e en 19e arrondissement.
Porte Dauphine · 
Victor Hugo · 
Charles de Gaulle - Étoile · 
Ternes · 
Courcelles · 
Monceau · 
Villiers · 
Rome · 
Place de Clichy · 
Blanche · 
Pigalle · 
Anvers · 
Barbès - Rochechouart · 
La Chapelle · 
Stalingrad · 
Jaurès · 
Colonel Fabien · 
Belleville · 
Couronnes · 
Ménilmontant · 
Père Lachaise · 
Philippe Auguste · 
Alexandre Dumas · 
Avron · 
Nation